# Hoplocorypha distinguenda
Hoplocorypha distinguenda är en bönsyrseart som beskrevs av Max Beier 1930. Hoplocorypha distinguenda ingår i släktet Hoplocorypha och familjen Thespidae. Inga underarter finns listade i Catalogue of Life.